# Apolochus neapolitanus
Apolochus neapolitanus är en kräftdjursart som först beskrevs av Della Valle 1893.  Apolochus neapolitanus ingår i släktet Apolochus och familjen Amphilochidae. Inga underarter finns listade i Catalogue of Life.